# Ismail Vërlaci
Ismail Vërlaci (ur. 15 lipca 1917 na Korfu, zm. 22 marca 1985 w Rzymie) – albański ekonomista.

## Życiorys
Ismail Vërlaci pochodził z wpływowej rodziny; jego ojciec, Shefqet Verlaçi, był działaczem niepodległościowym na rzecz Albanii oraz w przyszłości jej premierem.
W 1939 Ismail Vërlaci roku ukończył studia na Uniwersytecie Ekonomicznym w Rzymie. Pracował w latach 1939-1943 we włoskim Ministerstwie Spraw Zagranicznych.
W 1946 roku został wybrany na przewodniczącego antykomunistycznej organizacji Blloku Kombëtar Independent.